# Ewa Białołęcka

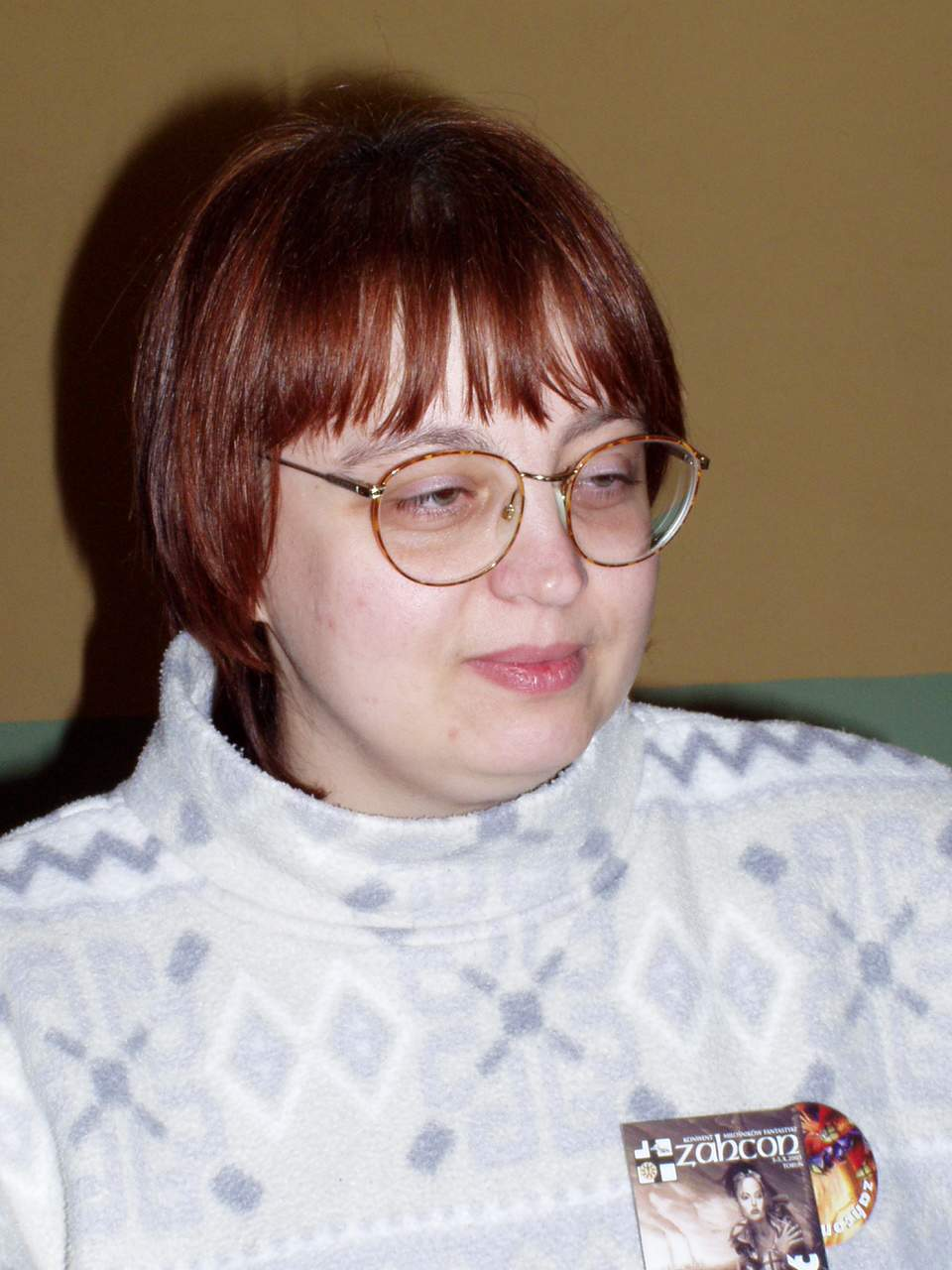
Ewa Białołęcka

Ewa Białołęcka (geboren 14 december 1967 in Elbląg) is een Poolse fantasyschrijver.
Ze debuteerde in 1993 in Feniks met het korte verhaal Dwaas. Ze publiceerde haar eerste boek in 1997, de verhalenbundel De wever van illusies. Op basis daarvan werd een tweedelige roman geschreven met de titel Blauw, waarmee de serie Kronieken van de Tweede Cirkel werd geopend. Een aantal van haar verhalen is vertaald in het Tsjechisch, Russisch, Engels en Litouws.
- Gemeinsame Normdatei: 1024473716
- International Standard Name Identifier: 0000 0000 7907 0984
- Library of Congress Control Number: n2003050578
- Nationale Bibliotheek van Tsjechië: xx0010182
- Nationale Bibliotheek van Polen: a0000001608545
- Réseau des bibliothèques de Suisse occidentale: 02-A022576366
- Virtual International Authority File: 85367844
- WorldCat: E39PBJv4kPvxGYxChtkDVcGWDq